# Espuri Nauci Rútil (cònsol 316 aC)
Espuri Nauci Rútil (llatí: Spurius Nautius Sp. f. Sp. n. Rutilus) va ser un magistrat romà del segle iv aC.
Va ser elegit cònsol de Roma l'any 316 aC juntament amb Marc Popil·li Lenat.